# 近畿車站百選
近畿車站百選（日语：近畿の駅百選）是為了配合日本的鐵道日（鐵道の日）紀念活動，透過公開募集再經選考委員評選決定，所選出100個能代表近畿地方特色的鐵路車站。該活動在2000年至2003年間，以每年一回共分四回的方式，自國土交通省近畿運輸局管轄的範圍內（包括京都府、大阪府、滋賀縣、兵庫縣、奈良縣與和歌山縣）選出100個車站。整個名單的評選方式，基本上是仿效自關東運輸局在1997年至2001年間所舉辦的關東車站百選（関東の駅百選）評選活動。

## 入選車站一覽

### 第1回
|                                 | 隸屬業者                     | 所在地               |
| ------------------------------- | ---------------------------- | -------------------- |
| 大阪                            | 西日本旅客鐵道               | 大阪府北區           |
| 梅田                            | 阪急電鐵                     | 大阪府大阪府北區     |
| 濱寺公園車站                    | 南海電氣鐵道                 | 大阪府堺市西區       |
| 关西机场（）                    | 西日本旅客鐵道、南海電氣鐵道 | 大阪府泉南郡田尻町   |
| 水間 （入選後改名「水間觀音」） | 水間鐵道                     | 大阪府貝塚市         |
| 萬博紀念公園                    | 大阪高速鐵道                 | 大阪府吹田市         |
| 宇宙廣場（）                    | 大阪市交通局                 | 大阪府大阪府住之江區 |
| 心齋橋                          | 大阪市交通局                 | 大阪府大阪府中央區   |
| 京都                            | 西日本旅客鐵道               | 京都府京都市下京區   |
| 稻荷                            | 西日本旅客鐵道               | 京都府京都市伏見區   |
| 宇治車站                        | 京阪電氣鐵道                 | 京都府宇治市         |
| 鞍馬車站                        | 叡山電鐵                     | 京都府京都市左京區   |
| 天橋立                          | 北近畿丹後鐵道               | 京都府宮津市         |
| 城崎溫泉                        | 西日本旅客鐵道               | 兵庫縣豐岡市         |
| 新長田                          | 西日本旅客鐵道               | 兵庫縣神戸市長田區   |
| 伊丹                            | 阪急電鐵                     | 兵庫縣伊丹市         |
| 甲子園                          | 阪神電氣鐵道                 | 兵庫縣西宮市         |
| 須磨浦公園                      | 山陽電氣鐵道                 | 兵庫縣神戶市須磨區   |
| 有馬溫泉                        | 神戶電鐵                     | 兵庫縣神戶市北區     |
| 六甲山上                        | 六甲摩耶鐵道                 | 兵庫縣神戶市灘區     |
| 橿原神宮前                      | 近畿日本鐵道                 | 奈良縣橿原市         |
| 學園前                          | 近畿日本鐵道                 | 奈良縣奈良市         |
| 坂本                            | 京阪電氣鐵道                 | 滋賀縣大津市         |
| 八日市                          | 近江鐵道                     | 滋賀縣東近江市       |
| 海南                            | 西日本旅客鐵道               | 和歌山縣海南市       |

### 第2回
|                      | 隸屬業者                       | 所在地                     |
| -------------------- | ------------------------------ | -------------------------- |
| 環球影城車站（ユニバーサルシティ駅）     | 西日本旅客鐵道                 | 大阪府大阪府此花區         |
| 大阪阿部野橋車站     | 近畿日本鐵道                   | 大阪府大阪府阿倍野區       |
| 萱島車站             | 京阪電氣鐵道                   | 大阪府寢屋川市             |
| 枚方市車站           | 京阪電氣鐵道                   | 大阪府枚方市               |
| 難波車站             | 南海電氣鐵道                   | 大阪府大阪府中央區         |
| 堺車站               | 南海電氣鐵道                   | 大阪府堺市堺區             |
| 千里中央車站         | 北大阪急行電鐵                 | 大阪府豐中市               |
| 住吉公園車站         | 阪堺電氣軌道                   | 大阪府大阪府住吉區         |
| 西舞鶴車站           | 西日本旅客鐵道、北近畿丹後鐵道 | 京都府舞鶴市               |
| 網野車站             | 北近畿丹後鐵道                 | 京都府京丹後市             |
| 嵐山車站             | 阪急電鐵                       | 京都府京都市西京區         |
| 小火車保津峽車站（トロッコ保津峡駅） | 嵯峨野觀光鐵道                 | 京都府京都市西京區         |
| 烏丸御池車站         | 京都市交通局                   | 京都府京都市中京區         |
| 神戶車站             | 西日本旅客鐵道                 | 兵庫縣神戶市中央區         |
| 舞子車站             | 西日本旅客鐵道                 | 兵庫縣神戶市垂水區         |
| 寶塚車站             | 阪急電鐵                       | 兵庫縣寶塚市               |
| 蘆屋車站             | 阪神電氣鐵道                   | 兵庫縣蘆屋市               |
| 風城中央車站（ウッディタウン中央駅）     | 神戶電鐵                       | 兵庫縣三田市               |
| 日生中央車站         | 能勢電鐵                       | 兵庫縣川邊郡豬名川町       |
| 港元町車站（みなと元町駅）       | 神戶市交通局                   | 兵庫縣神戶市中央區         |
| 北宇智車站           | 西日本旅客鐵道                 | 奈良縣五條市               |
| 福神車站             | 近畿日本鐵道                   | 奈良縣吉野郡大淀町         |
| 長濱車站             | 西日本旅客鐵道                 | 滋賀縣長濱市               |
| 纜車嚴曆寺車站（ケーブル延暦寺駅）   | 比叡山鐵道                     | 滋賀縣大津市               |
| 那智車站             | 西日本旅客鐵道                 | 和歌山縣東牟婁郡那智勝浦町 |

### 第3回
|                   | 隸屬業者           | 所在地                   |
| ----------------- | ------------------ | ------------------------ |
| 天王寺車站        | 西日本旅客鐵道     | 大阪府大阪府天王寺區     |
| 上本町車站        | 近畿日本鐵道       | 大阪府大阪府天王寺區     |
| 岬公園車站（みさき公園駅）    | 南海電氣鐵道       | 大阪府泉南郡岬町         |
| 私市車站          | 京阪電氣鐵道       | 大阪府交野市             |
| 十三車站          | 阪急電鐵           | 大阪府大阪府淀川區       |
| 鶴見綠地車站      | 大阪市交通局       | 大阪府大阪府鶴見區       |
| 和泉中央車站      | 大阪府都市開發     | 大阪府和泉市             |
| 二車站            | 西日本旅客鐵道     | 京都府京都市中京區       |
| 國際會館車站      | 京都市交通局       | 京都府京都市左京區       |
| 御室仁和寺車站    | 京福電氣鐵道       | 京都府京都市右京區       |
| 大江車站          | 北近畿丹後鐵道     | 京都府福知山市           |
| 播州赤穗車站      | 西日本旅客鐵道     | 兵庫縣赤穗市             |
| 餘部車站          | 西日本旅客鐵道     | 兵庫縣美方郡香美町       |
| 川西能勢口車站    | 阪急電鐵、能勢電鐵 | 兵庫縣川西市             |
| 武庫川車站        | 阪神電氣鐵道       | 兵庫縣西宮市             |
| 人丸前車站        | 山陽電氣鐵道       | 兵庫縣明石市             |
| 惠比須車站        | 神戶電鐵           | 兵庫縣三木市             |
| 西神中央車站      | 神戸市交通局       | 兵庫縣神戸市西區         |
| 摩耶纜車車站 （摩耶ケーブル駅） | 神戶市都市整備公社 | 兵庫縣神戶市灘區         |
| 奈良車站          | 西日本旅客鐵道     | 奈良縣奈良市             |
| 大和高田車站      | 近畿日本鐵道       | 奈良縣大和高田市         |
| 濱大津車站        | 京阪電氣鐵道       | 滋賀縣大津市             |
| 信樂車站          | 信樂高原鐵道       | 滋賀縣甲賀市             |
| 周參見車站        | 西日本旅客鐵道     | 和歌山縣西牟婁郡周參見町 |
| 高野山車站        | 南海電氣鐵道       | 和歌山縣伊都郡高野町     |

### 第4回
|                                | 隸屬業者                     | 所在地                     |
| ------------------------------ | ---------------------------- | -------------------------- |
| 新大阪車站                     | 東海旅客鐵道、西日本旅客鐵道 | 大阪府大阪府淀川區         |
| 大阪城公園車站                 | 西日本旅客鐵道               | 大阪府大阪府中央區         |
| 京橋車站                       | 京阪電氣鐵道                 | 大阪府大阪府城東區、都島區 |
| 諏訪之森車站（諏訪ノ森駅）               | 南海電氣鐵道                 | 大阪府堺市西區             |
| 梅田車站                       | 大阪市交通局                 | 大阪府大阪府北區           |
| 天王寺站前車站（天王寺駅前駅） | 阪堺電氣軌道                 | 大阪府大阪府阿倍野區       |
| 東舞鶴車站                     | 西日本旅客鐵道               | 京都府舞鶴市               |
| 嵐山車站                       | 京福電氣鐵道                 | 京都府京都市右京區         |
| 山科車站                       | 京都市交通局                 | 京都府京都市山科區         |
| 姬路車站                       | 西日本旅客鐵道               | 兵庫縣姬路市               |
| 日本肚臍公園車站（日本へそ公園駅）           | 西日本旅客鐵道               | 兵庫縣西脇市               |
| 尼崎車站                       | 西日本旅客鐵道               | 兵庫縣尼崎市               |
| 三之宮車站（三ノ宮駅）                 | 西日本旅客鐵道               | 兵庫縣神戶市中央區         |
| 夙川車站                       | 阪急電鐵                     | 兵庫縣西宮市               |
| 甲陽園車站                     | 阪急電鐵                     | 兵庫縣西宮市               |
| 香櫨園車站                     | 阪神電氣鐵道                 | 兵庫縣西宮市               |
| 平福車站                       | 智頭急行                     | 兵庫縣佐用郡佐用町         |
| 新開地車站                     | 神戶高速鐵道                 | 兵庫縣神戶市兵庫區         |
| 島中心車站（アイランドセンター駅）                 | 神戶新交通                   | 兵庫縣神戶市東灘區         |
| 吉野車站                       | 近畿日本鐵道                 | 奈良縣吉野郡吉野町         |
| 生駒車站                       | 近畿日本鐵道                 | 奈良縣生駒市               |
| 鳥居本車站                     | 近江鐵道                     | 滋賀縣彥根市               |
| 彥根車站                       | 西日本旅客鐵道               | 滋賀縣彥根市               |
| 和歌山市車站                   | 南海電氣鐵道                 | 和歌山縣和歌山市           |
| 林間田園都市車站               | 南海電氣鐵道                 | 和歌山縣橋本市             |

## 外部連結
- 近畿100選（大阪日日新聞）